# Coca de Sant Joan
|  | Aquest article tracta sobre la coca de fruites confitades. Si cerqueu la coca salada de l'Alacantí, vegeu «Coca amb tonyina». |

La coca de Sant Joan és una de les coques més populars de Catalunya i pot ser de classes diferents: confitada amb massapà, crema o nata i ornada amb pinyons, llardons o fruita confitada, que és la fruita conservada en sucre mitjançant un procés de confitat. És la menja tradicional de la Nit de Sant Joan, encara que també se'n menja per les revetlles de Sant Pere i Sant Jaume.
La coca de Sant Joan es deriva del tortell amb ous que es menjava antigament, el cóc: un dolç de forma rodona, que era una reminiscència clara del culte al sol. Segons el cuiner Ignasi Domènech, ha de ser el doble de llarga que d'ampla. Tradicionalment, se servia a les revetlles juntament amb vins dolços o rancis; avui, però, aquestes begudes han anat deixant pas al cava.

## Varietats
Hi ha una gran varietat de coques de Sant Joan. Algunes, per exemple, abans de la fruita porten una capa fina de massapà rebaixat amb una mica de clara d'ou. D'altres inclouen una capa de crema pastissera o crema cremada. També poden incloure pinyons, ametlles, iogurt, etc
A l'Alacantí hi ha la coca amb tonyina o de Sant Joan, semblant a una coca de recapte feta amb verdures i tonyina. La coca bamba, típica de Menorca, rep a Ciutadella el nom de coca de Sant Joan, ja que és habitual menjar-la durant la Festa Major, que té lloc en aquesta data.

## Compra, conservació i consum
Les coques farcides contenen ingredients que suposen un medi òptim per a la supervivència i multiplicació dels bacteris que hi hagin pogut arribar si no s'han seguit unes bones pràctiques de manipulació. Amb l'arribada del període estival, l'increment de les temperatures afavoreix la proliferació d'aquests bacteris. Si es tenen en compte les normes bàsiques d'higiene, se'n podrà evitar la contaminació i el creixement.
S'ha intensificat la vigilància en els establiments elaboradors i s'ha demanat la col·laboració dels diferents gremis -pastissers i flequers- per recordar als elaboradors que cal extremar la higiene i complir amb les bones pràctiques de manipulació. Les persones consumidores també hi poden contribuir a l'hora d'assegurar que el producte adquirit arribi en bones condicions a la taula. En el moment de comprar les coques, s'han de mantenir en fred aquelles que continguin crema o nata i cal seleccionar el tipus de coca en funció de les possibilitats de conservació fins al moment de consumir-les. En conseqüència, si s'ha de fer un desplaçament llarg i no es pot assegurar la conservació en fred del producte és millor comprar coques que es puguin conservar a temperatura ambient.
A pagès, es tenia el costum de menjar la coca de Sant Joan fora de la casa, ja que es creia que fer-ho dins portava mala sort. A partir de mitjan segle xix, la població va anar marxant dels pobles per viure a ciutat. Com molts domicilis no tenien una cuina en condicions, les coques van deixar-se de fer a casa i van començar a comprar-les fetes a les pastisseries. Va ser llavors quan es van afegir cireres i altres fruites confitades, i vora el 1900 ja tenien el format que coneixem avui en dia.